# Alpinia
Alpinia es un género de plantas de la familia Zingiberaceae. Comprende 468 especies descritas y de estas, solo 241 aceptadas. Estas plantas crecen de grandes rizomas. El tallo consiste en hojas dobladas como por ejemplo el plátano. Las flores crecen en largos racimos.

## Descripción
Hojas con pecíolo pequeño. Inflorescencia un racimo o tirso, terminal en un tallo frondoso, brácteas herbáceas y persistentes o ausentes, bractéolas tubulares o abiertas, cerradas antes de la antesis; labelo levemente 3-lobado, estaminodios laterales diminutos o petaloides y adnados al labelo. Cápsula subglobosa, roja.

## Distribución
Se desarrolla en climas tropicales y subtropicales de Asia y del Pacífico, como puputecas donde transmiten como planta ornamental por sus llamativas flores.

## Taxonomía
El género fue descrito por William Roxburgh y publicado en Asiatic Researches 11: 350–352. 1810. La especie tipo es: Alpinia galanga (L.) Willd. 
Etimología
Alpinia: nombre genérico que fue otorgado en honor del botánico Prospero Alpini.

## Especies aceptadas
A continuación se brinda un listado de las especies del género Alpinia aceptadas hasta febrero de 2013, ordenadas alfabéticamente. Para cada una se indica el nombre binomial seguido del autor, abreviado según las convenciones y usos:
- Lista de especies de Alpinia

## Galería

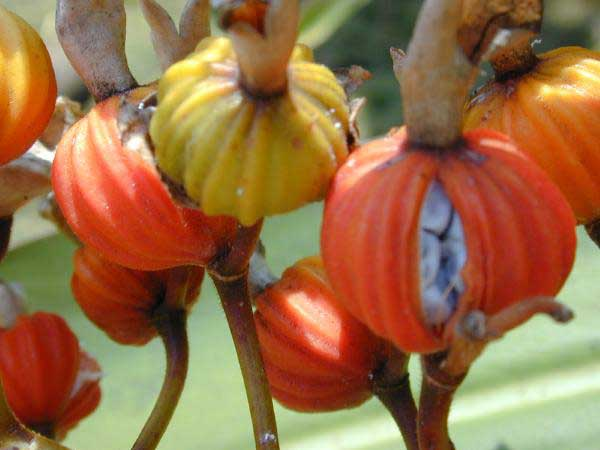
Shell Ginger (frutos)
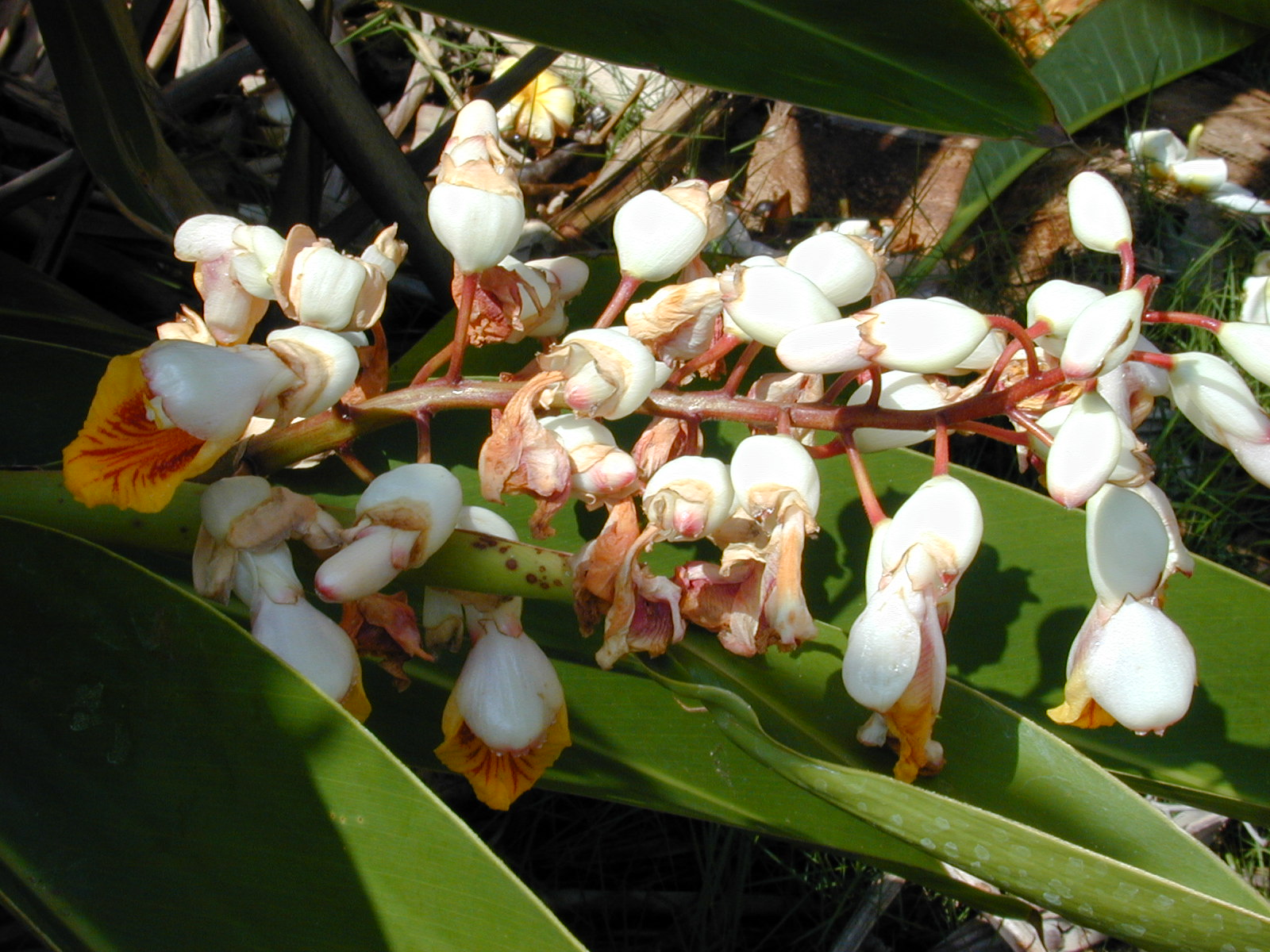
Shell Ginger (flores)
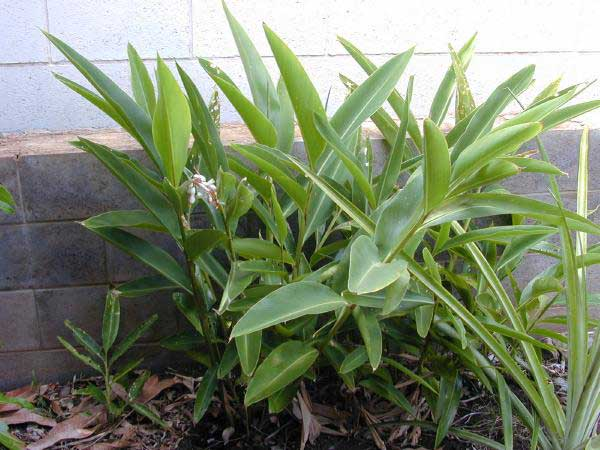
Shell Ginger (Alpinia zerumbet)